# Розавля
Розавля (рум. Rozavlea) — комуна у повіті Марамуреш в Румунії. До складу комуни входить єдине село Розавля.
Комуна розташована на відстані 394 км на північ від Бухареста, 48 км на схід від Бая-Маре, 116 км на північний схід від Клуж-Напоки.

## Населення
За даними перепису населення 2002 року у комуні проживали 6124 особи.
Національний склад населення комуни:
| Національність | Кількість осіб | Відсоток |
| -------------- | -------------- | -------- |
| румуни         | 6111           | 99,8%    |
| цигани         | 11             | 0,2%     |
| українці       | 1              | < 0,1%   |
| німці          | 1              | < 0,1%   |

Рідною мовою назвали:
| Мова       | Кількість осіб | Відсоток |
| ---------- | -------------- | -------- |
| румунська  | 6115           | 99,9%    |
| циганська  | 7              | 0,1%     |
| українська | 1              | < 0,1%   |
| німецька   | 1              | < 0,1%   |

Склад населення комуни за віросповіданням:
| Релігія        | Кількість осіб | Відсоток |
| -------------- | -------------- | -------- |
| православні    | 5651           | 92,3%    |
| греко-католики | 232            | 3,8%     |
| адвентисти     | 231            | 3,8%     |
| римо-католики  | 2              | < 0,1%   |
| п'ятдесятники  | 2              | < 0,1%   |
| атеїсти        | 2              | < 0,1%   |
| реформати      | 1              | < 0,1%   |
| бретрени       | 1              | < 0,1%   |

## Зовнішні посилання
- Дані про комуну Розавля на сайті Ghidul Primăriilor